# Bolesław Więckowicz
Bolesław Więckowicz (ur. 23 kwietnia 1915 w Ludyni, zm. 23 grudnia 1969) – kapral Wojska Polskiego II RP, obrońca Westerplatte, odznaczony Orderem Virtuti Militari.  

## Życiorys
Przed wojną ukończył 4 klasy szkoły podstawowej. Od najmłodszych lat zmuszony był wykonywać różne prace dorywcze z racji tego, że był półsierotą. Stałą pracę otrzymał w 1937, zatrudniając się na kolei w Jędrzejowie. 
Do zasadniczej służby wojskowej powołany w 1938 roku. W składnicy Westerplatte pełnił służbę wartowniczą od 5 kwietnia 1939 jako starszy legionista, jednak 1 lipca 1939 został awansowany na kaprala.  W czasie obrony Westerplatte walczył w wartowni nr 1, w czasie walk został ogłuszony i ranny. Po kapitulacji trafił do obozu jenieckiego z którego powrócił dopiero w 1945.  
Po powrocie do Polski dokończył zakres szkoły podstawowej, ukończył kurs specjalistyczny i został toromistrzem. 
Zginął tragicznie 23 grudnia 1969 w czasie pełnienia obowiązków służbowych potrącony przez pociąg. Spoczywa na cmentarzu parafialnym w Kozłowie.
W 2022 w Szkole Podstawowej w Czostkowie z inicjatywy Stowarzyszenia Lokalni Patrioci odsłonięto tablicę upamiętniającą Bolesława Więckowicza.

## Odznaczenia
- Srebrny Krzyż Orderu Virtuti Militari